# Jen pro tvé oči
Jen pro tvé oči (For Your Eyes Only, znamená také přísně tajné, což byl i alternativní název) je v pořadí dvanáctý „oficiální“ film (pátý, ve kterém hraje Roger Moore) o Jamesi Bondovi, natočený roku 1981.

## Obsazení
| Roger Moore        | James Bond               |
| Carole Bouquet     | Melina Havelock          |
| Chaim Topol        | Milos Columbo            |
| Lynn-Holly Johnson | Bibi Dahl                |
| Julian Glover      | Aristotle Kristatos      |
| Cassandra Harris   | hraběnka Lisl von Schlaf |
| Michael Gothard    | Emile Leopold Locque     |
| Jill Bennett       | Jacoba Brink             |
| Jack Hedley        | Timothy Havelock         |
| Walter Gotell      | Anatol Gogol             |
| James Villiers     | Bill Tanner              |
| Desmond Llewelyn   | Q                        |
| John Moreno        | Luigi Ferrara            |
| Geoffrey Keen      | Frederick Gray           |
| Lois Maxwellová    | Eve Moneypenny           |

## Zajímavosti
První bondovka, která vznikla podle krátkých povídek Iana Fleminga.

### Bond car
Na začátku filmu se bond objevil s vozem Lotus Esprit. Ten byl ale zničen, a proto použil vozidlo Bond girl Meliny Havelock, Citroën 2CV. S ním předvedli kaskadéři jízdu po 2 kolech nebo skok přes několik aut na strom.[zdroj⁠?!] Pro tento trik byly upraveny čtyři Citroëny 2CV.

## Děj
Neznámí pachatelé potopili u řeckých ostrovů britskou špionážní loď. Na její palubě se nachází počítač na ovládání řízených střel. James Bond jej má zachránit než padne do ruských rukou. Zdá se však, že rejdař dvojí tváře Kristatos společně s násilnickým králem pašeráků Columbem směřují ke stejnému cíli. Melinda Havelock, krásný anděl pomsty, se stane Bondovi v poslední chvíli více než jen zachránkyní.

## Soundtrack
Úvodní hudbu napsal Bill Conti, text Michael Leeson, a nazpívala Sheena Eastonová. Původně měla úvodní píseň nazpívat kapela Blondie.